# Tramlijn 3 (Antwerpen)
De Antwerpse premetro-tramlijn 3 verbindt Merksem (Keizershoek) met Zwijndrecht/Melsele (P&R Melsele Kruispunt).

## Traject
Bredabaan (Merksem) - Minister Delbekelaan - Burgemeester Gabriël Theunisbrug - premetrotak Noord (stations Sport, Schijnpoort, Handel, Elisabeth, Astrid) - premetrotak West (stations Opera, Meir, Groenplaats en Van Eeden) - Blancefloerlaan - Verbrandendijk - Dorp Oost - (park) - Dorp West - Beversebaan - Park & Ridezone Melsele Kruispunt. Het totale traject duurt ongeveer 40 minuten.

## Geschiedenis
Tramlijn 3 is een van de oudste tramlijnen van Antwerpen. Op 9 oktober 1902 wordt de elektrische tractie tussen de Groenplaats (Westkant) en de Zuiderplaats ingesteld. De trams op het traject dragen een geel koersbord met daarop de aanduidingen Groenplaats – Museum - Zuidstatie. Een lijnnummer heeft de lijn dan nog niet. In 1903 wordt de lijn vanaf de Groenplaats naar de Middenstatie (het huidige Antwerpen Centraal Station) doorgetrokken en krijgt het nummer 3. In 1904 wordt de lijn via de Carnotstraat, de Kerkstraat en Pothoekstraat naar de Schijnpoort doorgetrokken. Een verlenging naar Merksem (Oude Bareel) over de Bredabaan wordt eind 1906 in gebruik genomen. Trams die na Schijnpoort verder rijden naar Merksem hebben een geel/wit koersbord.
In juli 1929 werd een keerlus op het Victor Roosensplein in Merksem en een gemeenschappelijk baanvak met de NMVB over de Bredabaan in gebruik genomen. Daarvoor was er sprake van twee gescheiden baanvakken en vanaf dat moment maken de NMVB-lijnen 61, 63 en 65 naar de Antwerpse voorsteden ook van dit nieuwe baanvak gebruik. In 1931 werd tussen de Schijnpoort en de Groenplaats een versterkingslijn 3bis in dienst genomen. Deze vervangt de opgeheven tramlijn 23. In 1936 werden de lijnen 3 en 4 tot één lijn Merksem – Centraal Station – Zuidstation - Hoboken (via de Nationalestraat en de Lambermontplaats) samengebracht omdat er op de Groenplaats te veel tramlijnen eindigen en de situatie onoverzichtelijk is.
Na de Tweede Wereldoorlog wordt het trajectgedeelte naar Hoboken weer losgekoppeld (lijn 4 Groenplaats – Hoboken neemt het over), en wordt het Zuidstation eindpunt. Lijn 3bis heeft de Suikerrui, via de Groenplaats, als eindpunt. De eerste PCC-cars komen op 20 maart 1962 op lijn 3 in dienst en de eenmansbediening wordt – als laatste Antwerpse lijn – op 5 oktober 1970 ingevoerd. Enkele diensten worden echter nog enige tijd met conducteurs gereden. In 1965 wordt door de afbraak van het Zuidstation en de bouw van de Ring van Antwerpen tram 3 ingekort tot de Lambermontplaats. In 1972 rijdt lijn 3 voor het laatst over de De Keyserlei en de Meir en wordt de route vanaf de Carnotstraat via Gemeentestraat en Rooseveltplaats naar de ook door lijn 10 en 11 gebruikte binnenstadslus naar de Melkmarkt gevoerd. Dit is wegens de werken aan de ondergrondse tramlijn onder de Meir. Vanaf 31 maart 1972 ging tramlijn 3 tijdelijk langs de Melkmarkt rijden. Hiervoor werd de rijrichting in de Sint-Jacobsmarkt, Kipdorp, Wolstraat, Melkmarkt, Korte en Lange Nieuwstraat omgewisseld. Op het traject Groenplaats - Lambermontplaats wordt een pendeldienst met gratis overstap ingelegd. In 1975 wordt op de Bredabaan een vrije baan aangelegd, waarvan het de bedoeling was dat ook de NMVB-buslijnen er gebruik van zouden gaan maken. In 1978 wordt dit besluit echter herzien; de vrije baan is echter al in gebruik genomen. De pendeldienst Groenplaats - Lambermontplaats wordt 30 december 1978 toegevoegd aan tram 8.
In 1996 wordt na vele jaren bouwen de ondergrondse tram tussen het Centraal Station en het Sportpaleis door lijn 3 in gebruik genomen, waardoor de vertragingsgevoelige route door Kerk- en Pothoekstraat wordt opgeheven. Omdat er intussen ook een tramtunnel onder de Schelde naar de Linkeroever werd gebouwd, wordt de route Merksem – Linkeroever. Door de verlengingen naar de Park-and-ridezones van Melsele en Keizershoek (beide in 2002) werd deze lijn vanaf 2005 de meest gebruikte tramlijn van De Lijn.
In de nacht van 31 december 2013 op 1 januari 2014 reed tram 3 als proefproject heel de nacht lang om het half uur vanaf 0 (einde dagdienst) tot 5 uur 's morgens (begin dagdienst). Er werd beslist dit in de nacht van 31 december 2015 op 1 januari 2016 te herhalen. Ook in de nacht van 31 december 2016 op 1 januari 2017 werd dit herhaald en tevens werd deze nieuwjaarsnachttram in de nacht van 31 december 2017 op 1 januari 2018 herhaald. Wegens maatregelen inzake de coronapandemie reed de nieuwjaarsnachttram niet in de nacht van 31 december 2020 op 1 januari 2021 en reed die ook in de nacht van 31 december 2021 op 1 januari 2022 niet. Er was een aanbod tot halfeen 's nachts.
Deze lijn stopte tussen 1 september 2016 en 7 december 2019 niet in station Opera, dat werd omgebouwd tot kruisstation.
In 2015 vervoerde deze tramlijn 32.882.072 passagiers
Tijdens de verhogingswerken aan de Burgemeester Gabriël Theunisbrug bleef over deze brug tussen Merksem en het Sportpaleis uitgezonderd enkele weekeinden tramverkeer mogelijk. De bouw van de nieuwe brug startte in april 2019 en werd in het voorjaar van 2021 afgerond.
Op maandag 17 januari 2022 veranderde de halte P+R Linkeroever van naam en werd het de halte Regatta met eindlus voor tramlijn 15. De volgende halte Schep Vreugde veranderde ook van naam en werd de halte P+R Linkeroever met eindlus voor de tramlijn 5 en tramlijn 9.

## Toekomst
Deze lijn zal tijdens de premetrowerken van mei 2026 tot november 2026 van P+R Merksem tot Astrid vervangen worden door de tijdelijke tramlijn 3/15 (P+R Merksem - P+R Boechout). Op het traject van Astrid naar Linkeroever is er dan geen tramverkeer.
Verlengingen op de Linkeroever naar Beveren en herinvoering van de tram vanaf Merksem via de oude NMVB-routes naar Brasschaat en/of Kapellen werden al geopperd.
In 2023 werd de N70 in Melsele/Beveren heraangelegd door het agentschap wegen en verkeer. Hierbij werden gescheiden busbanen op de meeste plaatsen aangelegd maar de volledige herinrichting van de baan om op termijn trams te laten rijden werd niet uitgevoerd. Het is dan ook onwaarschijnlijk dat een verlenging naar Beveren op korte tot middellange termijn gerealiseerd zal worden. Ook de Vlaamse regering beschouwt dit niet meer als een snel te realiseren plan wegens de budgetneutrale omschakeling naar basisbereikbaarheid. Een verlenging naar Beveren zou niet alleen de aanleg van sporen en bovenleiding vragen maar ook de aankoop van extra trams om dezelfde frequentie op lijn 3 te kunnen blijven aanbieden. 

### Plan 2021
Volgens plan 2021 zou vanaf eind 2021 deze tramlijn onder het nummer M3 ingekort worden tot de eindhalte P+R Linkeroever. Het stuk vanaf deze halte tot de eindhalte Krijgsbaan P+R Melsele zou worden overgenomen door de lijn M9 (Zie ook Nethervorming basisbereikbaarheid). Er werd besloten om dit plan uit te stellen omdat er eerst voldoende nieuwe trams moeten zijn voor dit plan wordt uitgevoerd.

## Materieel

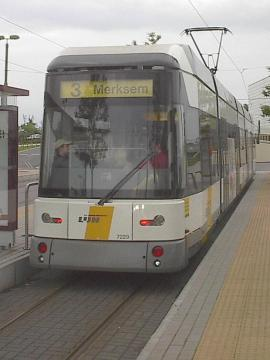
Lagevloertram van het type HermeLijn op het eindpunt van lijn 3 P+R Zwijndrecht (Melsele) Krijgsbaan

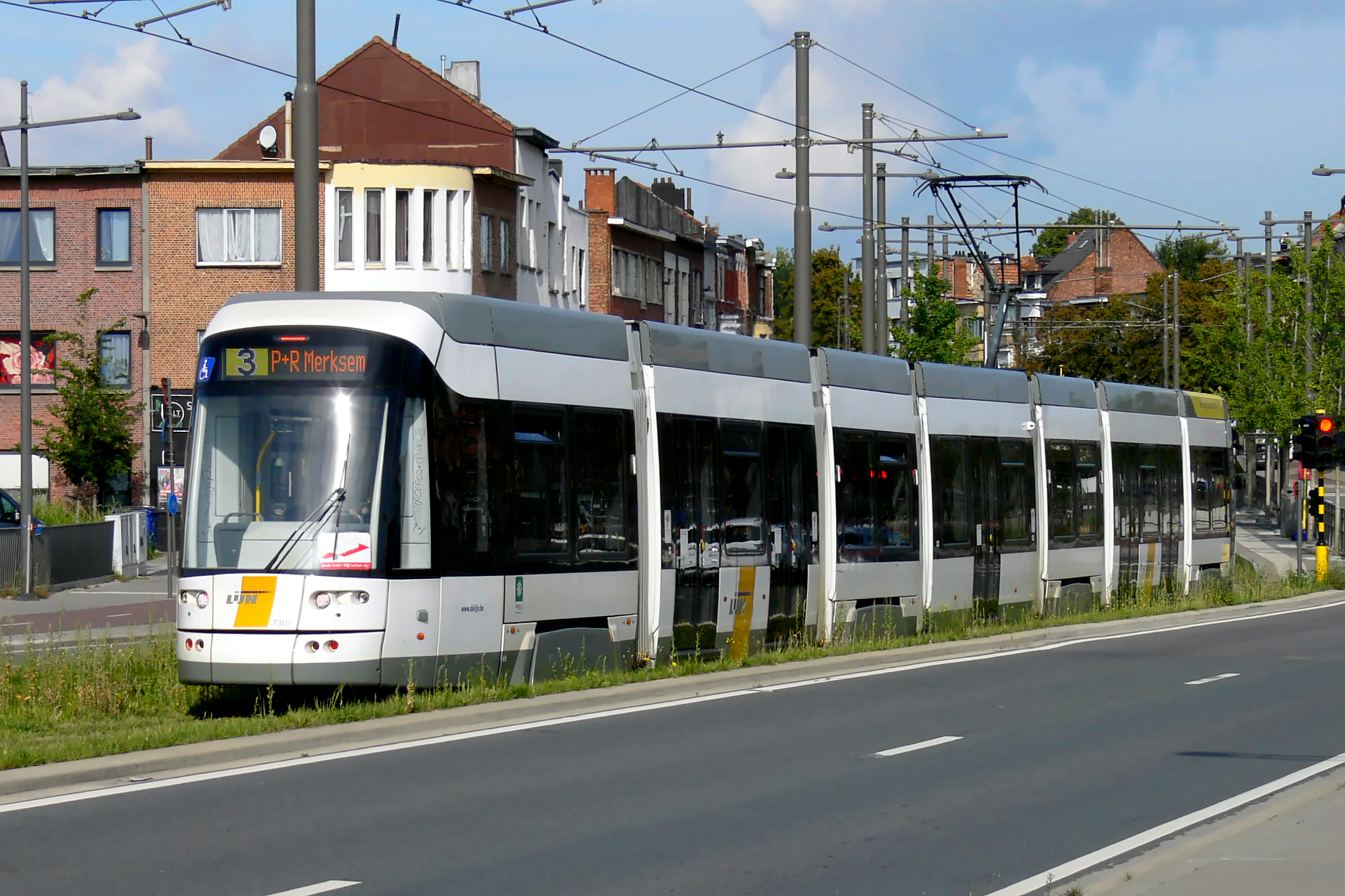
Albatros 7-delig (43m) nr 7303 op lijn 3 P+R Merksem - P+R Melsele bij het afrijden van de Burgemeester Gabriël Theunisbrug.

Op deze lijn rijden vooral 7-delige (43m) Albatrossen aangevuld met 5-delige (32m) Albatrossen en HermeLijnen. Al rijdt er ook nog af en toe een PCC-koppelstel op lijn 3 als versterkingsdienst na afloop van een evenement in het Sportpaleis. Lijn 3 is na lijn 15 en lijn 5 de derde lijn waarop De Lijn lange Albatrostrams inzet sinds 2 september 2018. De halte Zwijndrecht Dorp moest hiervoor aangepast worden, en de halte Vredespark werd afgeschaft. De Lijn wou ook gekoppelde HermeLijntrams inzetten, waardoor een zeer lange tram zou ontstaan van 60 m lengte die 350 personen kan vervoeren. Tot op heden wordt dit nog niet gedaan in commerciële dienst (met reizigers).

## Kleur
De kenkleur op het koersbord van deze lijn is een zwart cijfer met het getal 3 op een gele achtergrond: . De komende lijn M3 krijgt een zwarte tekst op een staalblauwe achtergrond: M3